# 黑鰭棘鱗魚
黑鰭棘鱗魚，又稱銀帶金鱗魚、白纹鳂，俗名金鱗甲、鐵甲兵、鐵線婆是輻鰭魚綱金眼鯛目金鱗魚科的其中一種。

## 分布
本魚分布於印度太平洋海域。

## 深度
水深1至30公尺。

## 特徵
本魚體較瘦長，魚體呈紅色，體側每一鱗片上均有一白色縱斑，且縱斑間連接成縱帶，但到尾柄，此縱帶變得模糊。各鰭的鰭條部顏色均較淡。第一背鰭呈暗紅色，第一至第八棘的外緣白色，第一至第六棘接近基部底處有一白色縱帶，其他各棘則皆有一緊鄰硬棘的弧形白帶。體長可達17公分。

## 生態
本魚棲息於潮間帶之礁台、礁湖或向海礁波，白天單獨或一小群在礁岩下覓食，亦有夜間覓食者，以魚類、甲殼類為食。

## 經濟利用
食用魚，但肉質糜爛適合油炸食之，另可做為觀賞魚。